# Strymba
Strymba (ukr. Стримба) – wieś na Ukrainie, w obwodzie iwanofrankiwskim, w rejonie nadwórniańskim.